# Струнге, Михаэль
Михаэль Струнге Енсен (дат. Michael Strunge Jensen, 19 июня 1958, Хвидовре, Зеландия — 9 марта 1986, Копенгаген) — датский поэт.

## Биография
Вместе с Поулем Борумом и Йенсом Финк-Йенсеном, яркая фигура поколения 80-х. Испытал влияние Рембо и в какой-то мере воспроизводил его как образец проклятого поэта. С другой стороны, сложился под воздействием британского панк-рока семидесятых годов; в его творчестве заметно влияние Sex Pistols, The Clash, The Cure, Joy Division, New Order, Брайана Ино и Дэвида Боуи. Нередко публиковался под псевдонимами (Симон Лак, Маркус Хитенгель и др.).
Покончил с собой в приступе маниакально-депрессивного психоза, выбросившись с 4-го этажа.
В 2005 в Орхусе была показана драма Пелле Коппеля «Маркус Хитенгель», посвященная Струнге.

## Книги
- Livets Hastighed, 1978
- Fremtidsminder, 1980
- Skrigerne, 1980
- Vi folder drømmens faner ud, 1981
- Nigger I. Mit nøgne hjerte. Urene digte, 1982
- Ud af natten, 1982
- Nigger II. Mit nøgne hjerte. Uren poesi og beskidte tanker, 1983
- Popsange, 1983
- Væbnet med Vinger, 1984
- Unge Strunge, 1984 (избранные стихотворения).
- Verdenssøn, 1985 (под псевдонимом Симон Лак)
- Billedpistolen, 1985
- Samlede Strunge — digte 1978—1985, 1995 (собрание стихотворений)
- Sidegader: prosa 1978—1986 (1996, собранная проза)
- A virgin from a chilly decade = En jomfru fra et forfrossent årti (2000, на датском и английском языках)

### Публикации на русском языке
- Стихи Струнге в переводах Нины Ставрогиной

## Наследие и признание
Стихи Струнге выходили книгами на английском, французском и немецком языках.